# Erdin Demir
Erdin Demir (Malmö, 27 marzo 1990) è un ex calciatore svedese, di origini turche, di ruolo difensore.

## Carriera

### Club

#### Trelleborg
Demir passò al Trelleborg nel 2011. Esordì nella Allsvenskan il 3 aprile dello stesso anno, quando fu titolare nella sconfitta casalinga per 2-4 contro il Malmö. Totalizzò 29 apparizioni nella massima divisione svedese, nella sua prima stagione in squadra, e fu nominato miglior esordiente dell'anno.

#### Brann
Il 6 dicembre 2011, fu reso noto il suo trasferimento ai norvegesi del Brann, legandosi al nuovo club con un contratto dalla durata quadriennale.

### Nazionale
Dal 2012 è un membro della Nazionale maggiore svedese, con cui ha giocato alcune amichevoli.

## Statistiche

### Presenze e reti nei club
Statistiche aggiornate al 14 luglio 2015.
| Stagione       | Club             | Campionato   | Campionato | Campionato | Coppe nazionali | Coppe nazionali | Coppe nazionali | Coppe continentali | Coppe continentali | Coppe continentali | Supercoppe | Supercoppe | Supercoppe | Totale | Totale |
| Stagione       | Club             | Comp         | Pres       | Reti       | Comp            | Pres            | Reti            | Comp               | Pres               | Reti               | Comp       | Pres       | Reti       | Pres   | Reti   |
| -------------- | ---------------- | ------------ | ---------- | ---------- | --------------- | --------------- | --------------- | ------------------ | ------------------ | ------------------ | ---------- | ---------- | ---------- | ------ | ------ |
| 2008           | Malmö            | A            | 0          | 0          | CS              | 0               | 0               | -                  | -                  | -                  | -          | -          | -          | 0      | 0      |
| gen.-ago. 2009 | Malmö            | A            | 0          | 0          | CS              | 0               | 0               | -                  | -                  | -                  | -          | -          | -          | 0      | 0      |
| Totale Malmö   | Totale Malmö     | Totale Malmö | 0          | 0          |                 | 0               | 0               |                    | -                  | -                  |            | -          | -          | 0      | 0      |
| ago.-dic. 2009 | IFK Malmö        | D2           | 10         | 1          | CS              | -               | -               | -                  | -                  | -                  | -          | -          | -          | 10     | 1      |
| 2010           | Limhamn Bunkeflo | D1           | 21         | 1          | CS              | ?               | ?               | -                  | -                  | -                  | -          | -          | -          | ?      | ?      |
| 2011           | Trelleborg       | A            | 29         | 0          | CS              | 1               | 0               | -                  | -                  | -                  | -          | -          | -          | 30     | 0      |
| 2012           | Brann            | ES           | 22         | 0          | CN              | 5               | 0               | -                  | -                  | -                  | -          | -          | -          | 27     | 0      |
| 2013           | Brann            | ES           | 21         | 0          | CN              | 1               | 0               | -                  | -                  | -                  | -          | -          | -          | 22     | 0      |
| 2014           | Brann            | ES           | 17+2       | 0          | CN              | 1               | 0               | -                  | -                  | -                  | -          | -          | -          | 20     | 0      |
| gen.-lug. 2015 | Brann            | 1D           | 13         | 0          | CN              | 2               | 1               | -                  | -                  | -                  | -          | -          | -          | 15     | 1      |
| Totale Brann   | Totale Brann     | Totale Brann | 73+2       | 0          |                 | 9               | 1               |                    | -                  | -                  |            | -          | -          | 84     | 1      |
| 2015-2016      | Waasland-Beveren | D1           | 0          | 0          | CB              | 0               | 0               | -                  | -                  | -                  | -          | -          | -          | 0      | 0      |
| Totale         | Totale           | Totale       | 133+2      | 2+0        |                 | 10+             | 1+              |                    | -                  | -                  |            | -          | -          | 143+2+ | 3+0+   |

#### Cronologia presenze e reti in Nazionale
| Cronologia completa delle presenze e delle reti in nazionale ― Svezia | Cronologia completa delle presenze e delle reti in nazionale ― Svezia | Cronologia completa delle presenze e delle reti in nazionale ― Svezia | Cronologia completa delle presenze e delle reti in nazionale ― Svezia | Cronologia completa delle presenze e delle reti in nazionale ― Svezia | Cronologia completa delle presenze e delle reti in nazionale ― Svezia | Cronologia completa delle presenze e delle reti in nazionale ― Svezia | Cronologia completa delle presenze e delle reti in nazionale ― Svezia |
| Data                                                                  | Città                                                                 | In casa                                                               | Risultato                                                             | Ospiti                                                                | Competizione                                                          | Reti                                                                  | Note                                                                  |
| --------------------------------------------------------------------- | --------------------------------------------------------------------- | --------------------------------------------------------------------- | --------------------------------------------------------------------- | --------------------------------------------------------------------- | --------------------------------------------------------------------- | --------------------------------------------------------------------- | --------------------------------------------------------------------- |
| 18-1-2012                                                             | Doha                                                                  | Bahrein                                                               | 0 – 2                                                                 | Svezia                                                                | Amichevole                                                            | -                                                                     | 81’                                                                   |
| 23-1-2012                                                             | Doha                                                                  | Qatar                                                                 | 0 – 5                                                                 | Svezia                                                                | Amichevole                                                            | -                                                                     | 46’                                                                   |
| 23-1-2013                                                             | Chiang Mai                                                            | Corea del Nord                                                        | 1 – 1 (1 – 4 dtr)                                                     | Svezia                                                                | Amichevole                                                            | -                                                                     | 86’                                                                   |
| 26-1-2013                                                             | Chiang Mai                                                            | Finlandia                                                             | 0 – 3                                                                 | Svezia                                                                | Amichevole                                                            | -                                                                     |                                                                       |
| 17-1-2014                                                             | Abu Dhabi                                                             | Moldavia                                                              | 1 – 2                                                                 | Svezia                                                                | Amichevole                                                            | -                                                                     |                                                                       |
| 21-1-2014                                                             | Abu Dhabi                                                             | Islanda                                                               | 0 – 2                                                                 | Svezia                                                                | Amichevole                                                            | -                                                                     | 46’                                                                   |
| Totale                                                                |                                                                       | Presenze                                                              | 6                                                                     |                                                                       | Reti                                                                  | 0                                                                     |                                                                       |